# Марезма
Маре́зма (кат. Maresme, менш поширений варіант — Maresma, літературною каталанською вимовляється [məɾέzmə]) — район (кумарка) Каталонії. Також має назву Коста-да-Льєбан (кат. Costa de Llevant — «Східне узбережжя»). Столиця району — м. Матаро (кат. Mataró). Знаходиться за 30 км на північ від Барселони. Саме з Матаро до Барселони у 1848 р. відправився перший потяг на Іберійському півострові.

## Походження назви
Назва району походить від лат. marĭtĭma, що означає «морська».

## Фото

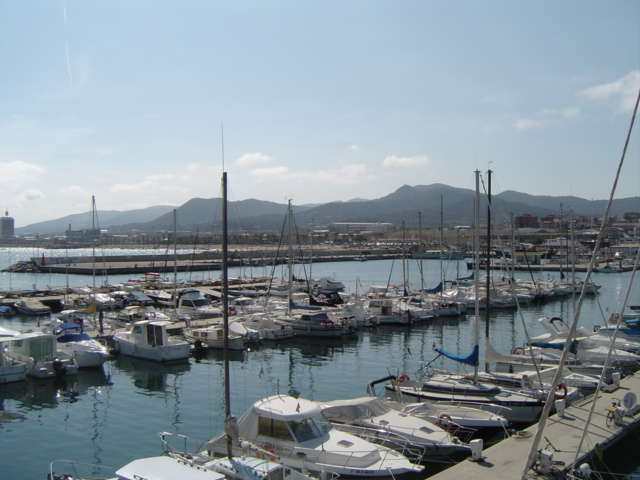
Порт м. Матаро
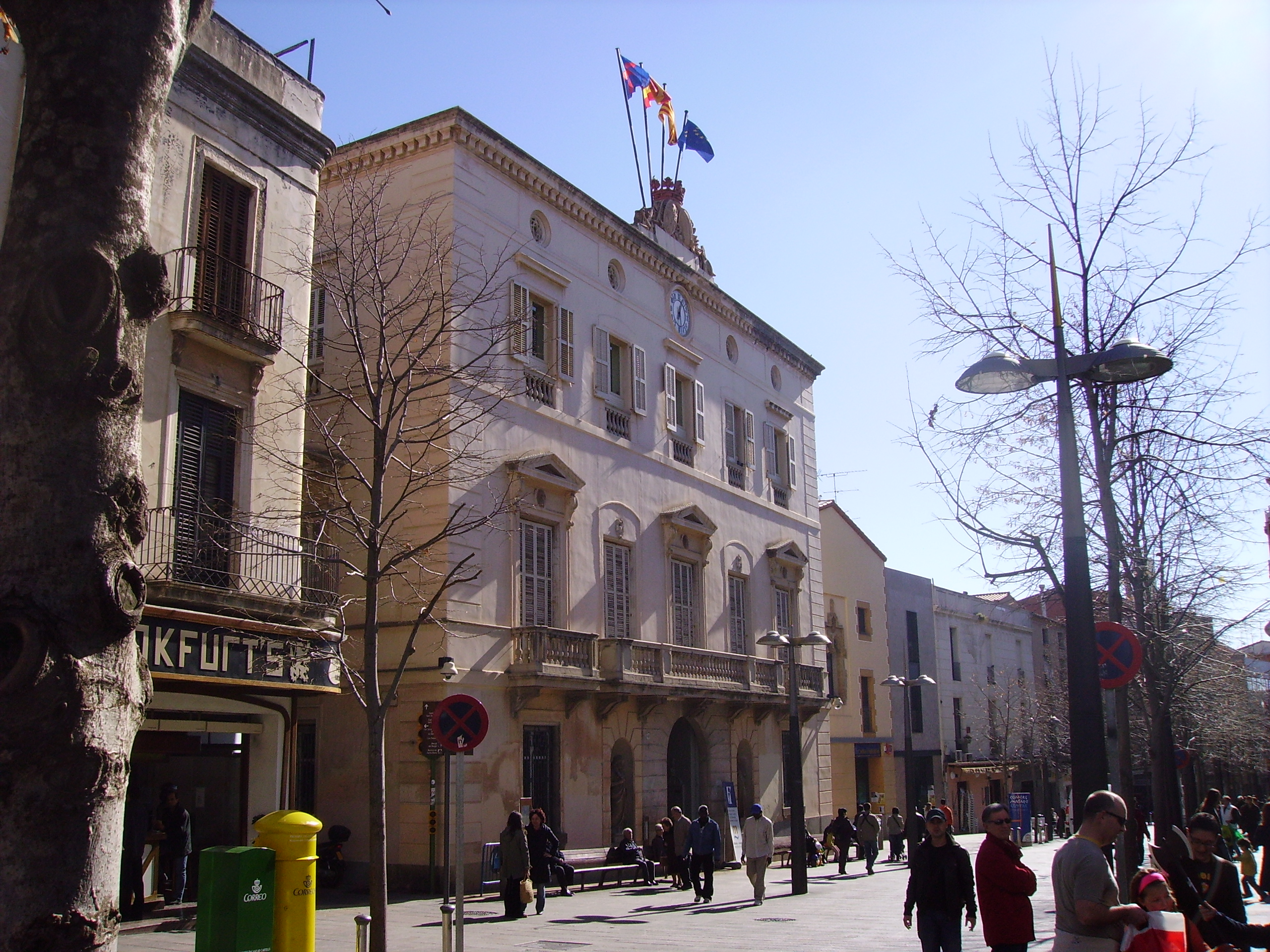
Міська рада Матаро

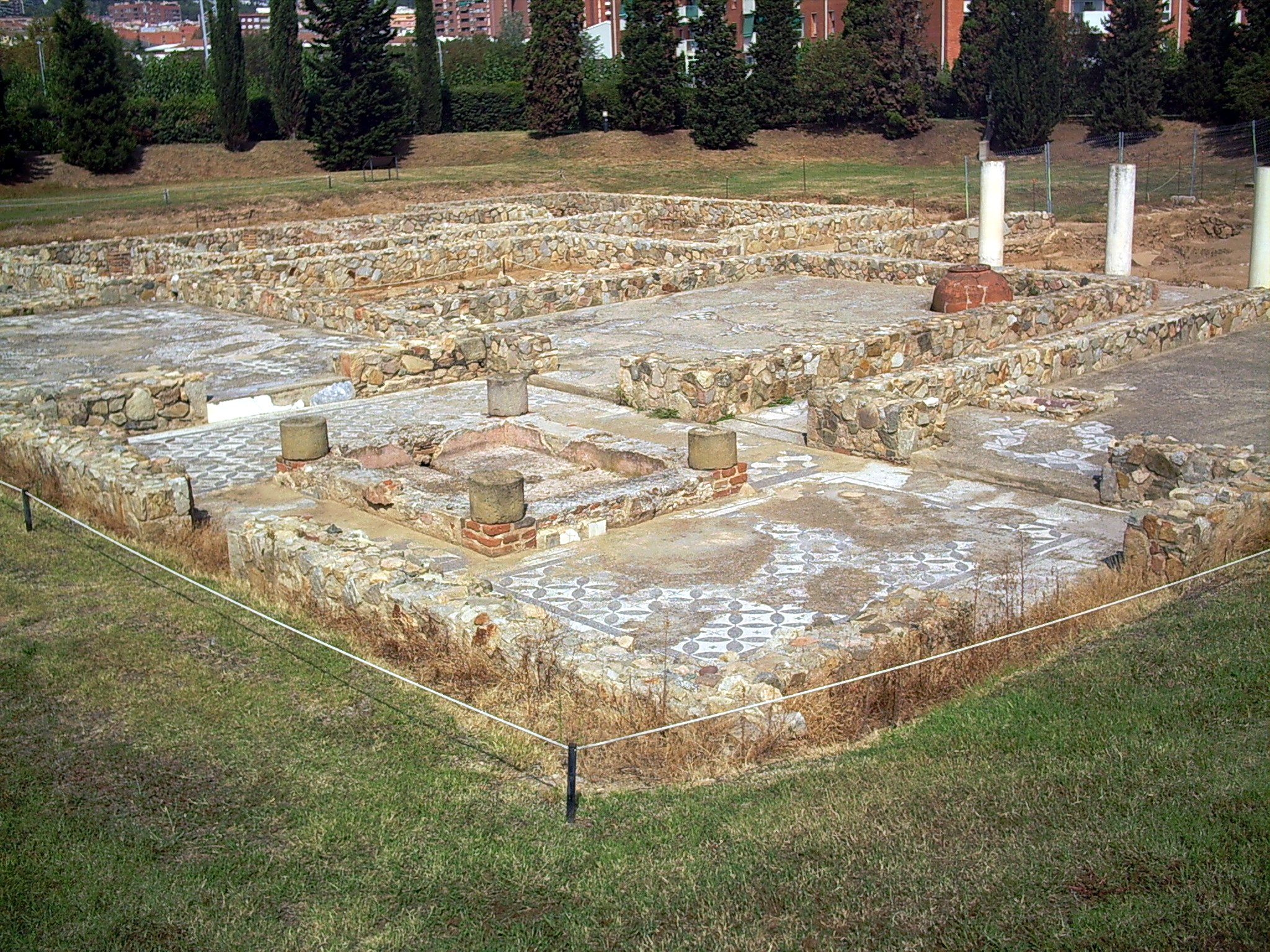
Розкопи періоду Давнього Риму у м. Кан-Ляузе (кат. Can Llauder)

## Муніципалітети
- Ал-Масноу (кат. Masnou, el) — населення 21.935 осіб;
- Алеля (кат. Alella) — населення 8.998 осіб;
- Ареньш-да-Мар (кат. Arenys de Mar) — населення 14.164 особи;
- Ареньш-да-Мун (кат. Arenys de Munt) — населення 7.807 осіб;
- Аржантона (кат. Argentona) — населення 11.402 особи;
- Біласа-да-Дал (кат. Vilassar de Dalt) — населення 8.476 осіб;
- Біласа-да-Мар (кат. Vilassar de Mar) — населення 19.052 особи;
- Досріус (кат. Dosrius) — населення 4.658 осіб;
- Кабрера-да-Мар (кат. Cabrera de Mar) — населення 4.269 осіб;
- Кабрілс (кат. Cabrils) — населення 6.698 осіб;
- Калдас-д'Астрак (кат. Caldes d'Estrac) — населення 2.672 особи;
- Калеля (кат. Calella) — населення 18.034 особи;
- Канет-да-Мар (кат. Canet de Mar) — населення 13.181 особа;
- Малґрат-да-Мар (кат. Malgrat de Mar) — населення 17.822 особи;
- Матаро (кат. Mataró) — населення 119.035 осіб;
- Монґат (кат. Montgat) — населення 9.778 осіб;
- Орріус (кат. Òrrius) — населення 487 осіб;
- Палафольш (кат. Palafolls) — населення 8.061 особа;
- Пінеза-да-Мар (кат. Pineda de Mar) — населення 25.568 осіб;
- Прамія-да-Дал (кат. Premià de Dalt) — населення 9.788 осіб;
- Прамія-да-Мар (кат. Premià de Mar) — населення 27.590 осіб;
- Сан-Бісенс-да-Мунтал (кат. Sant Vicenç de Montalt) — населення 5.267 осіб;
- Сан-Пол-да-Мар (кат. Sant Pol de Mar) — населення 4.904 особи;
- Сан-Сабрія-да-Балялта (кат. Sant Cebrià de Vallalta) — населення 3.075 осіб;
- Сант-Андреу-да-Лябанерас (кат. Sant Andreu de Llavaneres) — населення 9.745 осіб;
- Санта-Сузанна (кат. Santa Susanna) — населення 3.019 осіб;
- Сант-Іскла-да-Балялта (кат. Sant Iscle de Vallalta) — населення 1.193 особи;
- Тайа (кат. Teià) — населення 5.969 осіб;
- Тіана (кат. Tiana) — населення 7.417 осіб;
- Турдера (кат. Tordera) — населення 14.017 осіб.

## Довідкова інформація
1. ↑  На сайті «Diccionari català-valencià-balear». Архів оригіналу за 26 серпня 2004. Процитовано 11 вересня 2008.